# Go-Jo
Go-Jo właśc. Marty Zambotto (ur. 25 listopada 1995 w Manjimup) – australijsko-francuski piosenkarz i autor tekstów. Reprezentant Australii w 69. Konkursie Piosenki Eurowizji (2025).

## Życiorys
Urodził się w Manjimup w Australii Zachodniej. Od trzynastego roku życia gra na gitarze.
Na początku kariery występował na ulicach Sydney. Szerszą rozpoznawalność przyniósł mu singiel „Mrs. Hollywood”, który odnotował łącznie 60 milionów wyświetleń na platformach streamingowych. 25 lutego 2025 został ogłoszony przez australijskiego nadawcę Special Broadcasting Service (SBS) reprezentantem Australii z utworem „Milkshake Man” w 69. Konkursie Piosenki Eurowizji w Bazylei. 15 maja wystąpił w drugim półfinale, jednak nie zakwalifikował się do finału.

## Dyskografia

### Notowane single
| Rok                                                      | Tytuł            | Najwyższe pozycje na listach | Najwyższe pozycje na listach | Najwyższe pozycje na listach | Najwyższe pozycje na listach | Najwyższe pozycje na listach | Najwyższe pozycje na listach | Album |
| Rok                                                      | Tytuł            | AUS Indie                    | LTU                          | SWE                          | UK Indie Breakers            | UK Down.                     | UK Singles Sales             | Album |
| -------------------------------------------------------- | ---------------- | ---------------------------- | ---------------------------- | ---------------------------- | ---------------------------- | ---------------------------- | ---------------------------- | ----- |
| 2023                                                     | „Mrs. Hollywood” | 1                            | –                            | –                            | –                            | –                            | –                            | –     |
| 2025                                                     | „Milkshake Man”  | –                            | 30                           | –                            | 19                           | 61                           | 64                           | –     |
| „–” oznacza, że singel nie był notowany na danej liście. |                  |                              |                              |                              |                              |                              |                              |       |